# Austracantha minax
Austracantha minax is een spinnensoort in de taxonomische indeling van de wielwebspinnen (Araneidae).
Het dier behoort tot het geslacht Austracantha. De wetenschappelijke naam van de soort werd voor het eerst geldig gepubliceerd in 1859 door Tord Tamerlan Teodor Thorell.